# Pianure Orientali

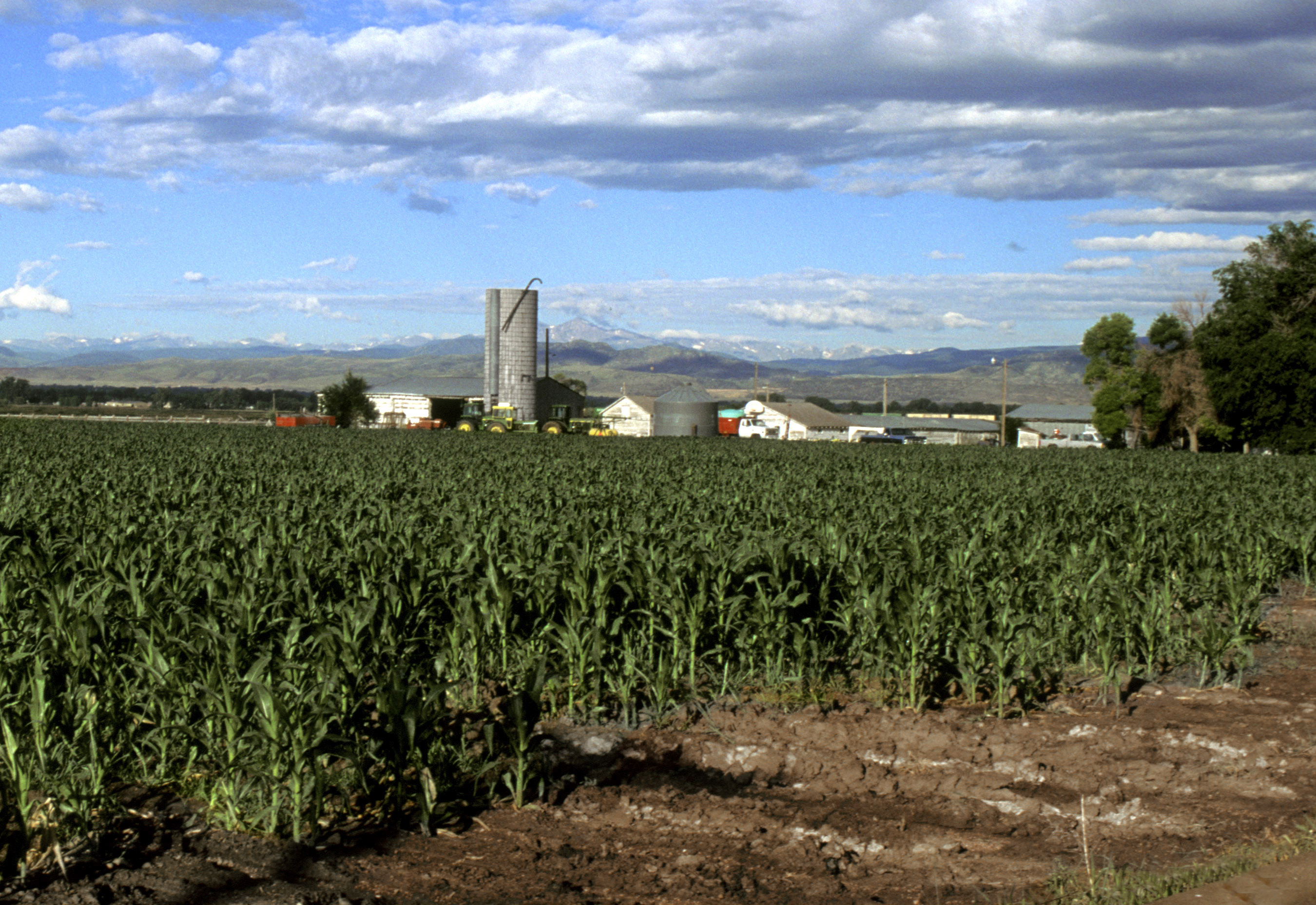
Coltivazione di mais nella contea di Larimer

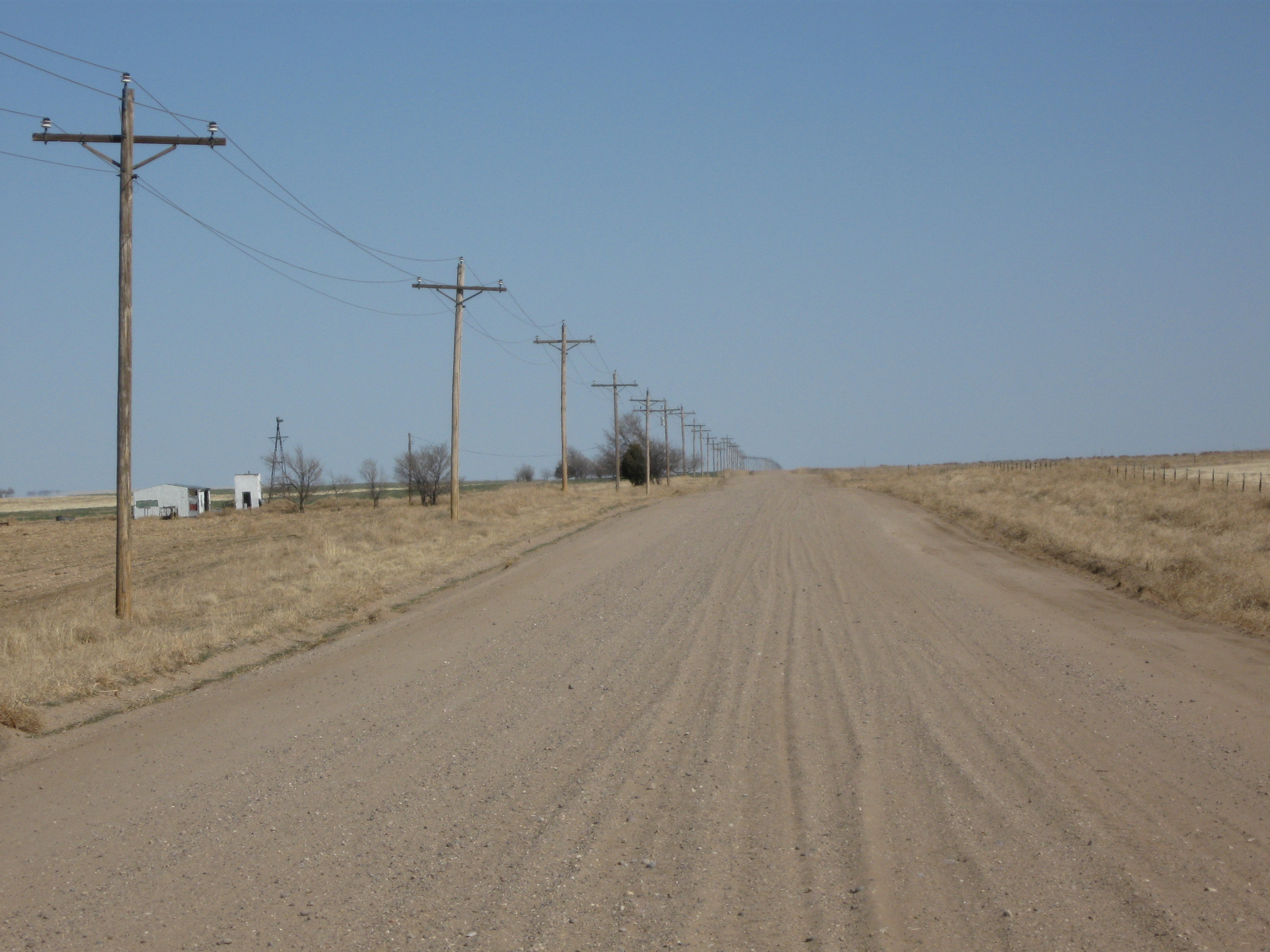
Le Alte Pianure nel Colorado orientale

Le Pianure Orientali del Colorado sono una regione dello stato del Colorado ad est delle Montagne Rocciose e ad est dei centri di popolazione situati sul Front Range Urban Corridor.

## Geografia

Cartina delle Pianure Orientali sulla mappa del Colorado

Le Pianure Orientali sono parte delle Alte Pianure, che sono la porzione occidentale delle Grandi Pianure. La regione è caratterizzata da pianure ondulate, divise dalle valli dei fiumi South Platte e Arkansas. Vi sono anche diverse foreste caducifoglie, canyon, butte e alcuni grandi laghi naturali e fiumi; le Pianure Orientali si trovano ad altitudini tra i 1.000 metri nel confine orientale del Colorado con il Kansas, dove il fiume Arkansas lascia lo stato, fino a 2.300 metri ad est del bacino di Denver.
Quasi tutta la regione delle Pianure Orientali si trova nel 4º distretto del Colorado al Congresso degli Stati Uniti.

### Clima
Le Pianure Orientali hanno un clima semi-arido e le precipitazioni sono limitate. Quasi tutta la regione fa affidamento sull'irrigazione per sostenere l'agricoltura; le estati sono tipicamente calde e secche, spesso con temporali di grande intensità, che occasionalmente portano a tornado. Gli interni delle Pianure Orientali sono freddi e secchi, con nevicate significative e formazione di ghiaccio. Le temperature possono occasionalmente precipitare a -40/-35 °C durante le ondate di freddo estreme, anche se questi episodi sono rari.

## Storia

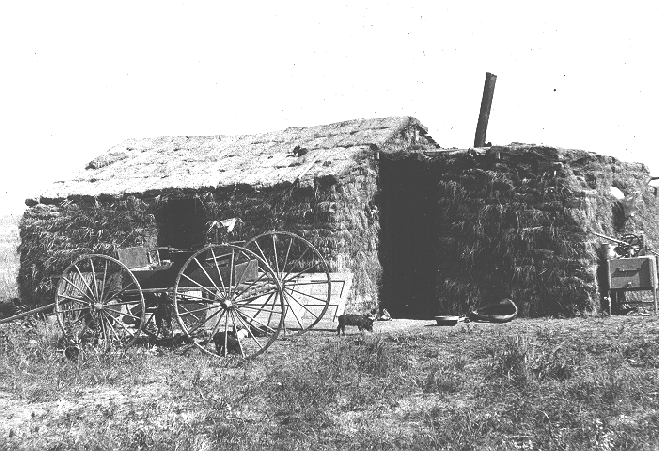
Molti dei coloni originali delle Pianure Orientali costruì case di zolle erbose dove il legname era scarso.

### Nativi americani
Il Colorado orientale era un tempo il territorio di molte tribù dei nativi americani; gli indiani delle pianure che vivevano nella regione comprendevano gli Arapaho, Cheyenne, Kiowa, Pawnee e Sioux. Gli Ute dominavano formalmente in tutto il Colorato centrale e occidentale, e anche nelle pianure orientali. I Comanche dominavano invece nel Colorado sud-orientale, zona in cui erano presenti anche gli Apache Jicarilla.

### Colonizzazione
Nel 1541 arrivarono gli spagnoli nell'area che oggi è la parte sud-orientale del Colorado, in cerca di oro dopo aver sentito racconti a Città del Messico. Non avendo trovato oro, gli spagnoli lasciarono l'area intatta; durante il tardo XVII secolo e nel XVIII secolo la Spagna e la Francia rivendicarono il Colorado sud-orientale, ma nessuno si insediò sul territorio. Nel 1803 gli Stati Uniti ottennero il possesso della terra ad est delle Montagne Rocciose tramite l'Acquisto della Louisiana.
Zebulon M. Pike fu mandato dal governo federale per disegnare i confini del territorio nel 1806; la spedizione perlustrò l'area oggi conosciuta come Colorado Springs. La grande montagna della regione fu chiamata Pike's Peak in onore di Pike, il comandante in capo dell'esplorazione; vi furono molte spedizioni inviate per esplorare il territorio all'inizio del XIX secolo e questo portò alla creazione di molti avamposti commerciali che trattavano pellicce e attiravano molti avventurieri dalle regioni circostanti. Non vi furono tuttavia insediamenti permanenti fino alla conclusione della guerra messicana del 1848. San Luis fu fondata sul fiume Culebra nel 1851 da parte di coloni di lingua spagnola che si erano spostati verso nord dal Nuovo Messico, e fu seguita da San Pedro, San Acacio e Guadalupe.

### Popolazione
Le pianure del Colorado orientale sono tra le aree meno densamente popolate degli Stati Uniti continentali. Parte della regione, con l'eccezione delle aree urbane come Sterling, stanno andando incontro alla diminuzione di popolazione, che in alcune aree iniziò con la pandemia influenzale del 1918 e con il crollo dei prezzi dell'agricoltura dopo la prima guerra mondiale. Il Dust Bowl devastò la regione e accelerò l'emigrazione dall'area; la contea di Kiowa porta in modo particolare gli effetti del calo della popolazione.

## Parchi

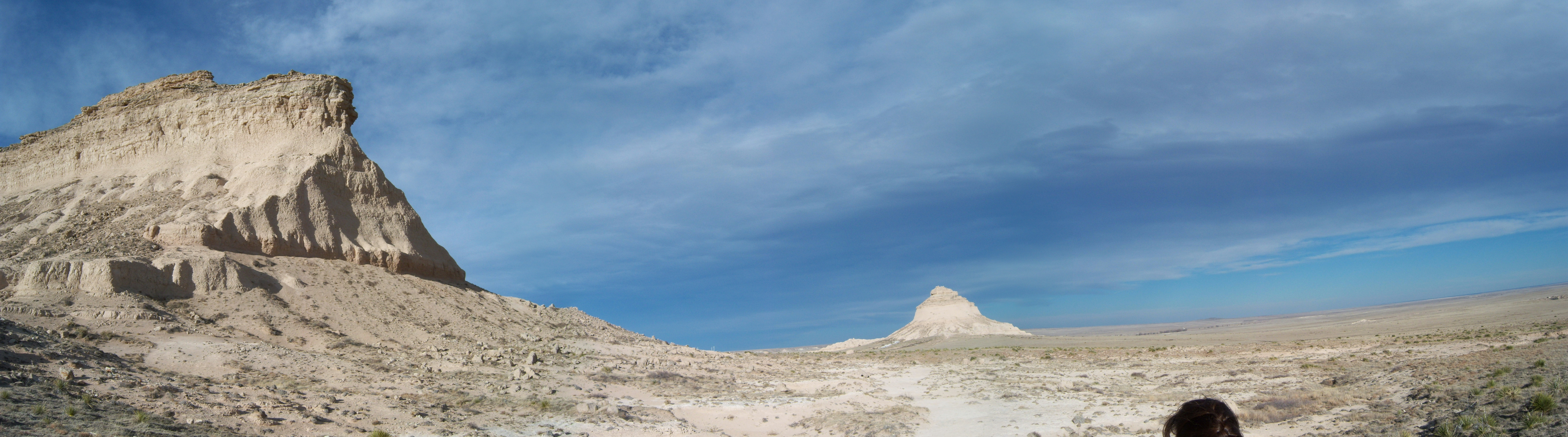
I Pawnee Buttes situati nel Pawnee National Grassland sulle alte pianure del Colorado nord-orientale

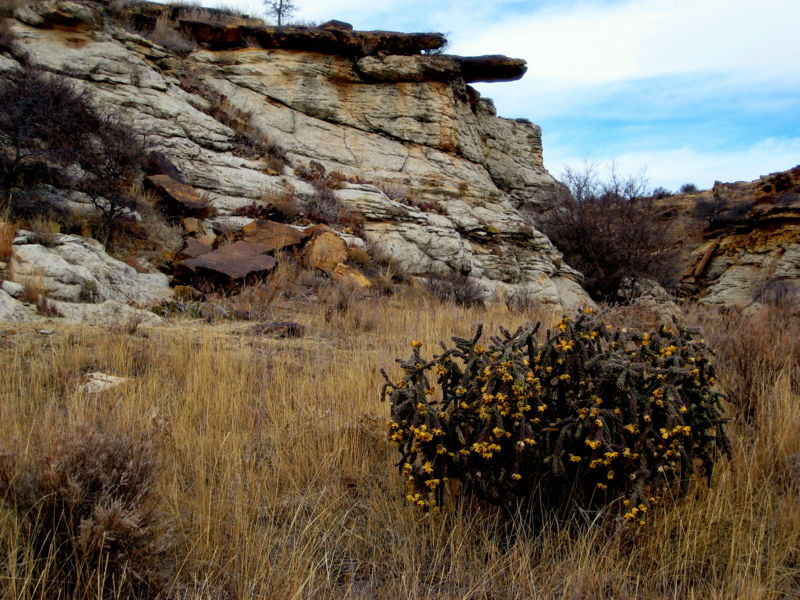
Il Picture Canyon, situato nel Comanche National Grassland, è tipico tra i canyon sparsi nelle alte pianure del Colorado orientale, nel Nuovo Messico orientale, nel Texas occidentale e nell'Oklahoma Panhandle.

Le Pianure Orientali sono situate sia nel Pawnee National Grasslands che nel Comanche National Grassland. Sono composte da pascoli un tempo dedicati all'agricoltura, e passate sotto il controllo federale dopo il Dust Bowl.